# John Bach
John Bach (n. Cardiff, Gales; 5 de junio de 1946) es un actor británico que ha desarrollado la mayor parte de su carrera, fundamentalmente televisiva, en Nueva Zelanda.
La parte más sustancial de su carrera se desarrolla para la televisión neozelandesa destacando el papel protagonista del detective inspector John Duggan que da título a la serie policiaca Duggan, un personaje habitual en la soap opera de prolongada trayectoria Close to Home y un personaje recurrente en la serie australiana Farscape. También apareció como Mike Power en The Great Bookie Robbery (1986).
Apareció en la serie The Ray Bradbury Theater en los episodios A Sound of Thunder (T3 E6, 1989) y Sun and Shadow (T6 E8, 1992).
Interpretó a Alexander Graham Bell en la miniserie de 1992 titulada The Sound and the Silence. En 2010 intervino en This Is Not My Life como la siniestra figura de Harry Sheridan, como el magistrado Tito Calvio en Spartacus: Blood and Sand y en un episodio de Legend of the Seeker.
También ha actuado para el cine en varias películas neozelandesas, como Utu, Carry Me Back, Goodbye Pork Pie, Old Scores o Beyond Reasonable Doubt. Sin embargo su papel cinematográfico más conocido es una pequeña intervención, casi de extra, en las dos últimas cintas de la trilogía de El Señor de los Anillos (2001–2003), como Madril.